# Wer zu lieben wagt
Wer zu lieben wagt ist ein deutscher Fernsehfilm von Regisseur Wolf Gremm aus dem Jahr 2010.

## Handlung

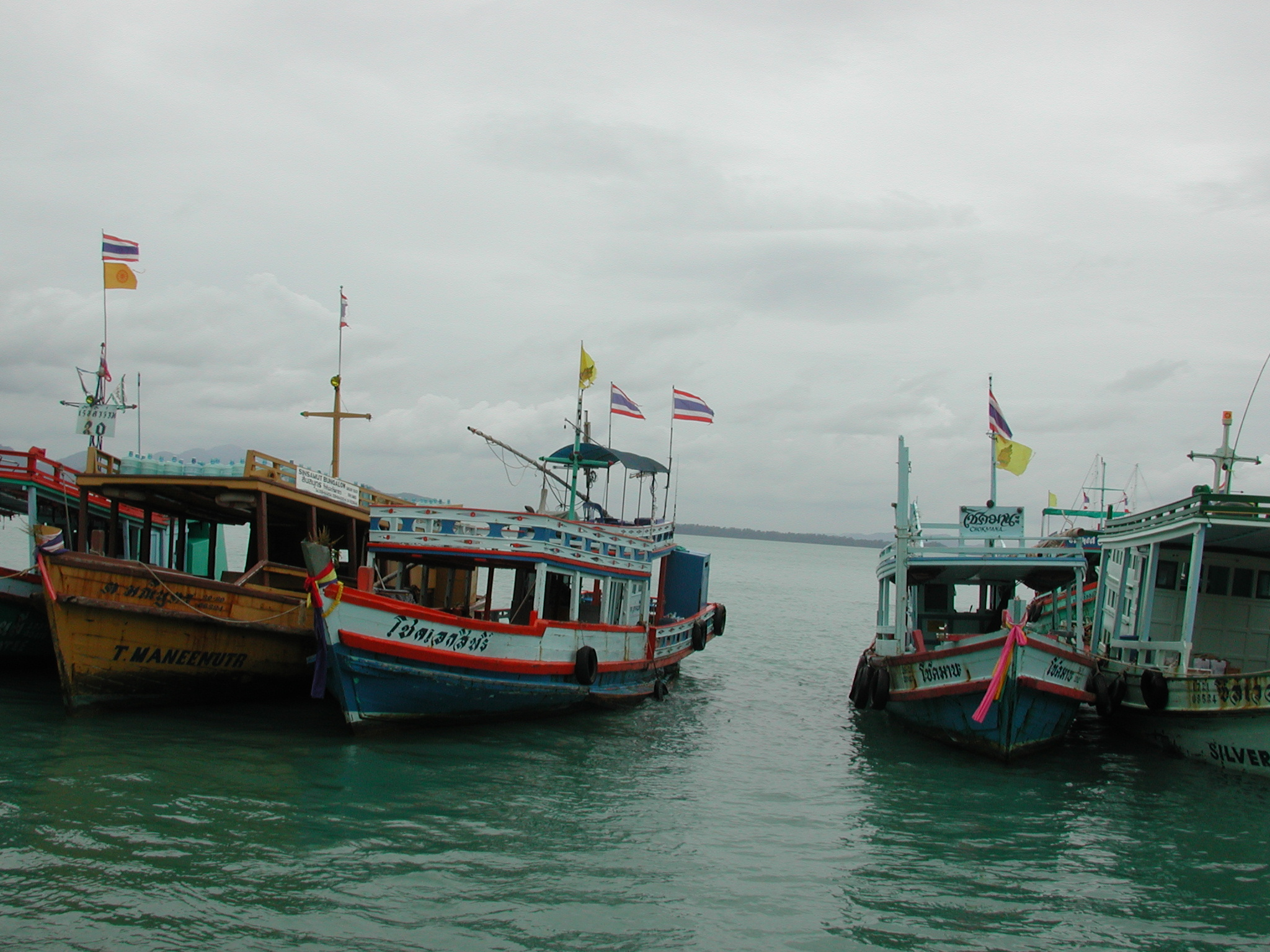
Dschunken an einer Anlegestelle auf Ko Samet

Die in Bangkok praktizierende deutsche Scheidungsanwältin Maria Berger wird von den Heiratsabsichten ihrer Schwester Clara überrascht. Deren zukünftiger Ehemann Lin ist ein thailändischer Sänger und Musiker. Obwohl sie sich erst seit wenigen Wochen kennen, sind sie fest entschlossen, die Ehe einzugehen. Das Paar will auf einer Insel in der Provinz Rayong eine Ferienanlage betreiben.
Maria ist anfänglich wenig begeistert von der bevorstehenden Hochzeit ihrer Schwester mit einem armen thailändischen Musiker, entschließt sich dann aber doch, ihre Schwester zu besuchen und ihr bei den Hochzeitsvorbereitungen zu helfen. Die Feier soll in einem angemieteten Resort an der Küste stattfinden. Auf der Hochzeit ereignet sich ein kleiner Zwischenfall: Clara wird schwindlig und fällt zu Boden. Sie sagt, sie sei „gestolpert“.
Nach den Feierlichkeiten unterbreitet die Mutter der beiden Schwestern – eine berühmte Schauspielerin – Lin ein interessantes Angebot: Er kann als Studiomusiker sofort eine Stelle in Singapur antreten. Der Haken an der Sache: Lin muss die Stelle gleich am nächsten Tag antreten. Begeistert sagt Lin zu und fliegt direkt aus den Flitterwochen auf den Malediven nach Singapur, während seine Frau Clara zurück nach Bangkok fliegt.
Als Clara auf dem Flughafen Bangkok eintrifft, fühlt sie sich desorientiert; sie ruft ihre Schwester Maria an und klingt sehr verzweifelt am Telefon. Voller Sorge holt Maria sie vom Flughafen ab und fährt sie direkt ins Krankenhaus. Dort wird bei ihr ein inoperabler Gehirntumor diagnostiziert. Die Ärzte verordnen Clara Bestrahlung und Chemotherapie. Aber ihre Schwester gibt den Kampf nicht auf und besteht auf einer Operation. Die allein stehende Maria holt sich Hilfe von ihrem Freund Martin Wagner, den sie vor kurzem auf einer Dschunke kennengelernt hatte. Dieser empfiehlt einen berühmten Pekinger Professor, der die schwierige Operation durchführen kann.
Martin war früher selbst Radiologe, gab seinen Beruf aber auf, weil er seine Frau nicht heilen konnte, die an Krebs starb. Zudem leistete er ihr Sterbehilfe, um die sie ihn gebeten hatte. Doch all dies verschweigt Martin gegenüber Maria. Als Maria einen Spezialisten aufsucht, sieht sie Martin auf einem Foto zusammen mit dem Chirurgen. Sie erfährt so, dass Martin früher ein gefragter Radiologe an dieser Klinik war.
Maria fährt mit den Röntgenaufnahmen zu Martin und bittet ihn, Clara zu helfen. Dieser lehnt jedoch zunächst ab, da er seine Approbation bereits zurückgegeben hat. Aus Liebe zu Maria entscheidet er sich dann später doch, zurück in die Klinik zu gehen und dem dort praktizierenden Chirurgen – seinem früheren Mentor – sowie den Pekinger Professor, der die Operation an Clara durchführen soll, mit Rat und Tat zur Seite zu stehen.
Am Ende gelingt die schwierige Operation dank der Fachkenntnis von Martin Wagner als Radiologen, und Clara ist geheilt.

## Kritiken
„Jede Bildidee ein Klischee, ein sprachlich schlichtes Drehbuch und satte, selbstgenügsame Schauspielerei – wie soll uns da das Herz aufgehen? Niemand erwartet hier Filmkunst à la Sirk, Fassbinder oder Ophüls. Aber doch etwas Leidenschaft und Hingabe … Fazit: Steife Kitsch-Attacke, kunst- und mutlos.“

„Vor der exotischen Kulisse Bangkoks inszeniertes sentimentales Melodram, das den Regeln der wenig anspruchsvollen Fernsehunterhaltung bedingungslos folgt.“

## Hintergrund
- Der Film wurde am 5. Januar 2010 das erste Mal im Fernsehen im ersten Programm (ARD) ausgestrahlt.[2]
- Drehorte waren Bangkok und die Provinz Rayong (Thailand).